# 傑列韋齊克
46°58′30″N 37°3′31″E / 46.97500°N 37.05861°E
德雷韋齊克（烏克蘭語：Деревецьке）是位於烏克蘭東南部的村莊，由扎波羅熱州別爾江斯克區的奧西片科市鎮負責管轄。該村面積1.37平方公里，海拔高度32米，2001年人口130，人口密度每平方公里95人。